# Sceau d'Indianapolis

Sceau de la ville d'Indianapolis.

Le Sceau de la ville d'Indianapolis est le sceau officiel du gouvernement d'Indianapolis dans le comté de Marion dans l'Indiana.

## Sceau actuel
Dans un cercle se trouve un pygargue à tête blanche, symbole des États-Unis, pour rappeler que la cité est une cité dépendante des États-Unis. Le pygargue tient en son bec une balance.
Deux cercles sont présents, dont un « Sceau de la ville d'Indianapolis » en français et le second, « Bureau du maire - Indiana ».